# Steffen Zühlke
Steffen Zühlke (* 28. April 1965 in Schwerin) ist ein ehemaliger  Ruderer aus der Deutschen Demokratischen Republik. 1988 gewann er mit dem Doppelvierer die olympische Bronzemedaille.
Zühlke war 1982 Juniorenweltmeister mit dem Doppelvierer und 1983 Juniorenvizeweltmeister im Einer. 1985 belegte er bei den DDR-Meisterschaften im Einer den zweiten Platz hinter Uwe Mund, im Jahr darauf war er erneut Zweiter, diesmal hinter Andreas Hajek. Nachdem Zühlke bei den Ruder-Weltmeisterschaften 1986 als Siebter und 1987 als Vierter mit dem Doppelvierer keine Medaille gewinnen konnte, war er bei den Olympischen Spielen 1988 in Seoul erfolgreicher. Für den Gewinn der Bronzemedaille wurde er mit dem Vaterländischen Verdienstorden ausgezeichnet. 1987 wurde er Studentenweltmeister im Einer. Der DDR-Doppelvierer mit Jens Köppen, Steffen Zühlke, Steffen Bogs und Heiko Habermann gewann Bronze hinter den Booten aus Italien und Norwegen. 1989 belegten Zühlke und Habermann bei den DDR-Meisterschaften im Doppelzweier den dritten Platz. 1990 gewann Zühlke mit dem Doppelvierer nach 1988 seinen zweiten DDR-Meistertitel.
Zühlke studierte neben seiner Karriere Elektrotechnologie und Feingerätetechnik, später Informationstechnik. Er startete für den SC Dynamo Berlin.